# Willem Hugo Cornelis Prick
Willem Hugo Cornelis Prick (Vaals, 18 december 1917 – 21 januari 1982) was een Nederlands politicus van de  KVP.
Hij werd geboren als zoon van Emile Maria Josephus Antonius Prick (1887-1950) en Elisabeth Hubertina Gerardina Castermans (1879-1970). Zijn vader is gemeentesecretaris van Vaals geweest en diens vader Willem Prick was burgemeester van Oud-Vroenhoven. Na de hbs ging hij werken bij de gemeentesecretarie van Mheer met een onderbreking toen hij in het toenmalig Nederlands-Indië zijn dienstplicht vervulde. In januari 1953 werd Prick benoemd tot burgemeester van Itteren en in augustus 1962 volgde zijn benoeming tot burgemeester van Spaubeek. In januari 1970 ging hij met ziekteverlof en later dat jaar werd hem ontslag verleend. Prick overleed begin 1982 op 64-jarige leeftijd.   Zijn zoon Gerd Prick en zijn neef Jules Prick zijn eveneens burgemeester geweest.